# Хайнрих LI (Ройс-Еберсдорф)
Хайнрих LI фон Ройс-Еберсдорф (на немски: Heinrich LI von Reuß-Ebersdorf (jüngere Linie); * 16 май 1761, Еберсдорф; † 10 юли 1822, Еберсдорф) от младата линия на фамилията Ройс е граф на Еберсдорф (1779 – 1806) и от 1806 г. княз на Ройс-Еберсдорф (1806 – 1822).

## Биография
Той е син на граф Хайнрих XXIV фон Ройс-Еберсдорф (1724 – 1779) и съпругата му Каролина Ернестина фон Ербах-Шьонберг (1727 – 1796), дъщеря на граф Георг Август фон Ербах-Шьонберг (1691 – 1758) и графиня Фердинанда Хенриета фон Щолберг-Гедерн (1699 – 1750).
През 1779 г. Хайнрих LI става след баща му граф на Еберсдорф. На 9 април 1806 г. той е издигнат на княз Ройс фон Еберсдорф. През 1807 г. влиза със страната си в Рейнския съюз, а през 1815 г. в Германския съюз.

## Фамилия
Хайнрих LI Ройс-Еберсдорф се жени на 16 август 1791 г. в Гера за графиня Луиза Хенриета фон Хойм (* 30 март 1772, Дрезден; † 19 април 1832, Еберсдорф), дъщеря на граф Готхелф Адолф фон Хойм (1731 – 1783) и графиня София Августа фон Щолберг-Росла (1754 – 1776) и графиня София Августа фон Щолберг-Росла (1754 – 1776), дъщеря на граф Фридрих Бото фон Щолберг-Росла (1714 – 1768) и графиня Хенриета Ройс-Гера (1723 – 1789), дъщеря на граф Хайнрих XXV Ройс-Гера (1681 – 1748) и пфалцграфиня София Мария фон Биркенфелд-Гелнхаузен (1702 – 1761). Тя е последна от нейния род. Те имат три деца:
- Каролина Ройс-Еберсдорф (* 27 септември 1792, Еберсдорф; † 29 ноември 1857, Дрезден), неомъжена
- Хайнрих LXXII Ройс-Еберсдорф (* 27 март 1797, Еберсдорф; † 17 февруари 1853, Дрезден), княз на Ройс-Еберсдорф, неженен, абдикира на 1 октомври 1848 г. в полза на Хайнрих LXII фон Ройс-Шлайц (1785 – 1854)
- Аделхайд Ройс-Еберсдорф (* 28 май 1800, Еберсдорф; † 25 юли 1880, Гера), омъжена на 18 април 1820 г. в Еберсдорф за княз Хайнрих LXVII Ройс-Шлайц (* 20 октомври 1789, Шлайц; † 11 юли 1867, Гера)